# Championnats du monde de ski alpin 2003
Navigation
Édition précédente Édition suivante

Championnats du monde de ski alpin, à Saint-Moritz (Suisse) du 2 au 16 février 2003. La station suisse avait déjà accueilli les Championnats du monde de ski alpin en 1974 ainsi que les Jeux Olympiques d'hiver de 1928.

## Palmarès

### Hommes
| Épreuves                  | Or                 | Argent                    | Bronze              |
| ------------------------- | ------------------ | ------------------------- | ------------------- |
| 8 février : Descente      | Michael Walchhofer | Kjetil André Aamodt       | Bruno Kernen        |
| 2 février : Super G       | Stephan Eberharter | Hermann Maier Bode Miller |                     |
| 12 février : Slalom géant | Bode Miller        | Hans Knauss               | Erik Schlopy        |
| 16 février : Slalom       | Ivica Kostelić     | Silvan Zurbriggen         | Giorgio Rocca       |
| 6 février : Combiné       | Bode Miller        | Lasse Kjus                | Kjetil André Aamodt |

### Femmes
| Épreuves                  | Or                   | Argent                                   | Bronze          |
| ------------------------- | -------------------- | ---------------------------------------- | --------------- |
| 9 février : Descente      | Mélanie Turgeon      | Alexandra Meissnitzer Corinne Rey Bellet |                 |
| 3 février : Super G       | Michaela Dorfmeister | Kirsten L. Clark                         | Jonna Mendes    |
| 13 février : Slalom géant | Anja Pärson          | Denise Karbon                            | Allison Forsyth |
| 15 février : Slalom       | Janica Kostelić      | Marlies Schild                           | Nicole Hosp     |
| 10 février : Combiné      | Janica Kostelić      | Nicole Hosp                              | Marlies Oester  |

## Classement par nations
| Rang | Nation     | Or | Argent | Bronze | Total |
| ---- | ---------- | -- | ------ | ------ | ----- |
| 1    | Autriche   | 3  | 5      | 1      | 9     |
| 2    | Croatie    | 3  | 0      | 0      | 3     |
| 3    | États-Unis | 2  | 2      | 2      | 6     |
| 4    | Canada     | 1  | 0      | 1      | 2     |
| 5    | Suède      | 1  | 0      | 0      | 1     |
| 6    | Suisse     | 0  | 2      | 2      | 4     |
| 7    | Norvège    | 0  | 2      | 1      | 3     |
| 8    | Italie     | 0  | 1      | 1      | 2     |